# TLi
주식회사 티엘아이(TLi)는 비메모리를 생산하는 팹리스 반도체 기업이다. 티엘아이는 1998년에 반도체 설계회사로 설립되었다. LG전자와 LCD구동용 반도체를 개발하여 LG디스플레이에 납품하면서 크게 성장하여 2006년 코스닥에 상장되었다.

## 같이 보기
- LG전자
- LG디스플레이